# Dully
Dully – miejscowość i gmina (commune) w zachodniej Szwajcarii, w kantonie Vaud, w okręgu (district) Nyon. Leży nad Jeziorem Genewskim.    

## Demografia
W Dully mieszka 626 osób. W 2021 roku 28% populacji gminy stanowiły osoby urodzone poza Szwajcarią.

## Transport
Przez teren gminy przebiega droga główna nr 1. 